# Dirt (álbum de Alice in Chains)
Dirt é o segundo álbum de estúdio da banda de rock americana Alice in Chains, lançado em 29 de setembro de 1992 pela Columbia Records. As faixas "Would?", "Them Bones", "Angry Chair", "Rooster" e "Down in a Hole" foram lançadas como singles. Álbum que trouxe fama, e elevou ainda mais a banda ao status de gigantes do rock, Dirt é considerado o magnum opus do Alice in Chains, e um dos maiores clássicos da era de ouro do grunge, tendo vendido mais de 5 milhões de cópias em todo o mundo. Gravado enquanto o vocalista Layne Staley estava sofrendo devido ao vício em heroína, a música sombria e torturada ajudou-o a se tornar um sucesso, alcançando a sexta posição na parada Top 200 da Billboard, e ganhando disco de platina pela Recording Industry Association of America em menos de 2 meses de seu lançamento, e através dos anos subindo até quádruplo disco de platina.
Dirt é habitualmente colocado em listas profissionais de melhores álbuns rock de todos os tempos. Bem recebido tanto por público como crítica, chegou a ser indicado para um Grammy Awards em 1992, como melhor performance vocal de hard rock.

## Antecedentes
Após ganharem disco de ouro pelo seu álbum de estreia, Facelift, e pela popularidade do grunge estar cada vez maior devido a explosão do Nirvana, lançando Nevermind em 1991, criou-se antecipação pelo próximo lançamento do AIC e passou-se a promover o grupo como alternativo, em oposição às audiências de heavy metal como nas primeiras turnês. Assim, em 1992, a banda lançou um EP de composições semi-acústicas intitulado Sap, que contava com as participações de Ann Wilson do Heart, Chris Cornell do Soundgarden e Mark Arm do Mudhoney.
No mesmo ano, a banda estreou na sétima arte no filme Vida de Solteiro, do diretor Cameron Crowe, como uma banda de bar durante uma das cenas do filme tocando "It Ain't Like That" e a canção inédita "Would?", que foi lançada como single para a trilha sonora do filme. De acordo com Jerry Cantrell em entrevista a uma rede de TV canadense, essa aparição aconteceu devido a Seattle não ser uma cidade grande e o Alice in Chains conhecer a banda Heart, a qual guitarrista Nancy Wilson é esposa do diretor Cameron Crowe. A banda então enviou a Crowe, em 1991, uma demo com 10 músicas (algumas que apareceriam mais tarde no álbum Dirt e outras que formaram o EP Sap) e "Would?" foi escolhida e regravada para integrar a trilha sonora.
"Would?" foi bem recebido, inclusive ganhando um MTV Video Music Awards em 1993 como Best Video from a Film, e tido como um dos hinos do grunge e da Geração X, gerando antecipação pelo próximo LP do grupo. No final de 1991 foram apresentadas ao público as canções "Sickman" e "Junkhead".
Seguindo o lançamento do single, o Alice in Chains começou a gravar o sucessor de Facelift, sem qualquer pressão ou interferência da gravadora.

## Produção

### Gravação
Os membros da banda começaram a ensaiar o álbum em Los Angeles, Califórnia e em 29 de abril de 1992, entraram nos estúdios One on One e Eldorado com o produtor Dave Jerden, continuando a parceria dos dois álbuns anteriores da banda.
Tom Araya, vocalista do Slayer, foi chamado para participar de uma brincadeira de Jerry Cantrell com um riff constantemente tocado pelo guitarrista para irritar os outros membros de banda e a canção "Iron Man" (do Black Sabbath), cantando a vinheta intitulada "Iron Gland". Tom, a princípio, achou a ideia idiota, mas foi persuadido quando Cantrell afirmou que era exatamente por esse motivo que ele tinha que cantar isso. A vinheta somente apareceu no álbum após Cantrell prometer nunca mais tocar o riff novamente.
Durante as gravações, animosidades entre Staley e o produtor Dave Jerden surgiram devido ao produtor repetidamente ter pedido para o vocalista ficar limpo e sóbrio naquele tempo, o que teria criado tensões. Jerden mais tarde comentou "E qual o meu trabalho como um produtor? Produzir um disco. Eu não estou sendo pago para ser amigo do Layne".
As sessões acabaram em maio do mesmo ano. O álbum foi mixado por Jerden no Eldorado e a masterização foi feita por Eddy Scheryer e Steve Hall no Future Disc, em Hollywood. Na pós-produção, treze canções foram consideradas para inclusão no álbum, das quais somente 12 acabaram na versão final, com a adição em último momento de "Would?".

### Música
Diferente de Facelift, Dirt marca o abandono completo da veia glam rock que a banda possuia em começo de carreira e que permeava algumas canções do álbum antecessor. O som se encontra mais pesado, tendendo mais ao heavy metal mas caracterizado suficiente para ser rotulado grunge, uma evolução natural ao som da banda, ainda que o último lançamento tenha sido o acústico Sap. Um diferencial é a presença de uma típica balada na faixa "Down in a Hole". O guitarrista Jerry Cantrell, principal compositor da banda, escreveu grande parte do material, mas contou com uma participação maior dos outros membros do grupo, notadamente o vocalista Layne Staley, que compôs "Hate to Feel" e "Angry Chair", além de assinar as letras de quase todas as canções presentes no álbum. A colaboração conjunta de todo o grupo foi a canção "Rain When I Die", visivelmente diferente do resto do álbum. Steve Huey, da All Music Guide, afirmou que o tom das canções do álbum "lembram muito a paisagem quebrada e assombrada de sua arte de capa".
O conteúdo lírico de Dirt inclui examinações sobre o amor em "Down In A Hole" e "Rain When I Die", ainda que o tema principal seja o vicio em drogas. As canções "Sickman", "Junkhead", "Dirt", "God Smack", "Hate to Feel" e "Angry Chair" são baseadas nas experiências de Staley com heroína e formam o semi-conceito do álbum.
| “ | Estas canções são colocadas em sequência no segundo lado, estas cinco de "Junkhead" a "Angry Chair" por uma razão: Porque elas contam uma história. Começa com essa atitude realmente ingênua e jovem em "Junkhead", como drogas são demais, sexo é demais, rock 'n' roll, yeah! Então, enquanto progride, há um pouco de amadurecimento e um pouco de realização do que se trata, e não é daquilo o que se trata. | ” |

Outros temas são abordados neste álbum. A mortalidade é o tema de "Them Bones", exorcizando os demônios de Jerry Cantrell, e "Would?", baseado na morte do vocalista do Mother Love Bone, Andrew Wood. "Dam That River" é sobre uma briga entre Cantrell e Kinney, e "Rooster" é baseada nas experiências do pai de Cantrell, que lutou na Guerra do Vietnã.
Metade do material para Dirt foi composto durante a turnê Clash Of The Titans, de um ano e meio a dois antes da gravação do álbum ("Dirt" e "Rooster" são ainda mais velhas, tendo sido apresentadas ao público durante a turnê de 1990 com Iggy Pop), enquanto a outra metade foi escrita e composta um mês antes da gravação.

## Promoção e lançamento
O grupo partiu para a filmagem do vídeo para o primeiro single do álbum, "Them Bones", filmado por Rocky Schenck em Los Angeles. O vídeo mostra a banda tocando em um vale, enquanto imagens diversas em relação ao tema da música são mostradas.
Alice in Chains começou sua turnê para Dirt poucos dias antes de seu lançamento, incluindo uma performance na festa de lançamento do filme Vida de Solteiro, tocando "Junkhead"[ligação inativa] e "Would?"[ligação inativa]. Dirt foi lançado mundialmente em 29 de setembro de 1992. As primeiras prensagens do álbum, incluindo os lançamentos canadense e europeu, apresentam "Down in a Hole" como a penúltima faixa ao invés da quarta, o que constitui um erro, já que dessa forma acabava cortando a linha de história do semi-conceito sobre vício, da tentativa de se desvincular do vício enquanto o álbum progride. Nesta versão, o número de faixa de "Iron Gland" não está presente em nenhum lugar do álbum, levando a crer que há somente 12 canções no disco. O erro nunca foi reparado nas versões australiana (exceto a versão em cassete) e britânica do álbum, até mesmo em impressões posteriores, apesar de agora incluirem "Iron Gland" no disco, ainda que não na relação de faixas.
O vídeo para "Angry Chair" foi filmado em dezembro de 1992, por Matt Mahurin, continuando o caminho já pavimentado de "Them Bones" e aumentando ainda mais a popularidade da banda. A banda seguiu produzindo vídeos: "Rooster", por Mark Pellington e, em agosto de 1993, para "Down in a Hole", filmado por Nigel Dick em Palm Springs e dedicado a Chuck, falecido cachorro de Mike Inez.

## Turnês de suporte

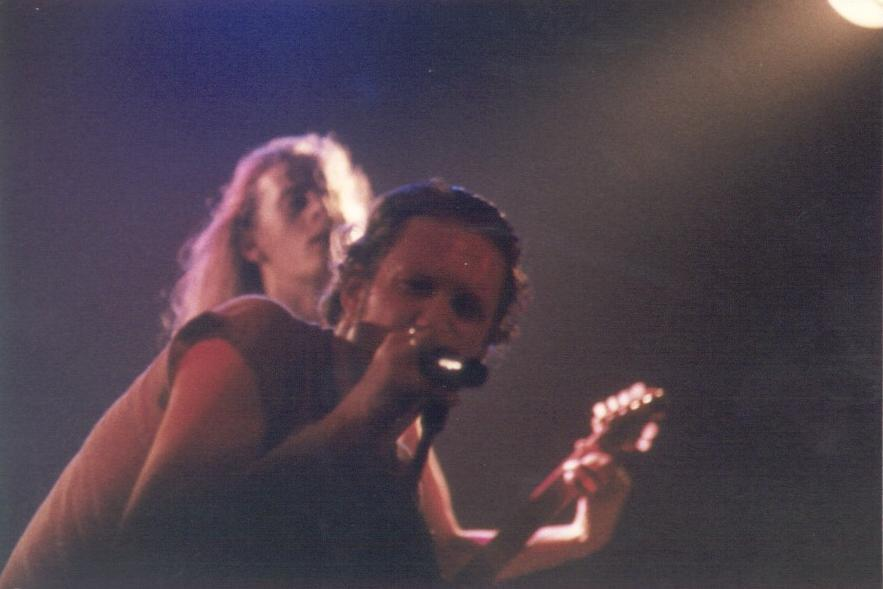
Layne Staley e Jerry Cantrell em concerto da turnê em suporte de Dirt.

Após alguns concertos pequenos, o Alice in Chains embarcou em uma turnê de 3 meses com Ozzy Osbourne pelos Estados Unidos, na qual Layne Staley quebrou seu pé e ainda assim seguiu se apresentando com a banda de cadeira de rodas e muletas, não perdendo nenhuma data. Camisas dessa turnê mostravam o raio-X do pé quebrado de Staley.
Após, seguiu-se uma turnê pela costa oeste dos EUA, com as bandas de abertura Screaming Trees e Gruntruck.
Antes de embarcar para a Europa, o grupo teve uma rápida, mas marcante passagem pelo Brasil, se apresentando no festival Hollywood Rock, no Rio de Janeiro e São Paulo. Estas datas foram as últimas com o baixista Mike Starr que abandonou a banda devido ao cansaço das extensas turnês. A banda prontamente convocou o baixista da banda de Ozzy Osbourne, Mike Inez, para substituí-lo.
Com esta formação, o Alice in Chains percorreu o velho continente durante os meses seguintes, o que incluiu uma apresentação no programa televisivo Later with Jools Holland tocando "Them Bones"[ligação inativa] e "Would?"[ligação inativa].
Após esta, no verão de 1993, a banda participou das datas do festival alternativo Lollapalooza, ao lado de bandas como Primus, Tool, Rage Against the Machine e Babes in Toyland, confirmando Inez como novo baixista. A banda foi bem recebida durante o festival, porém, seria a última vez que o Alice in Chains embarcaria em uma grande turnê.
A banda ainda fez uma turnê relâmpago chamada Down In Your Hole que passou pelos EUA, Europa, Japão e Austrália em 6 semanas e contou com as bandas de abertura My Sister's Machine, Sweetwater, Tad, The Poor Boys e Suicidal Tendencies, acabando suporte para o álbum em outubro de 1993.
Durante suas turnês de divulgação, mesmo com Dirt fazendo sucesso, o grupo tocou seus concertos como atração principal apenas em lugares pequenos, devido a receios por parte de empresários e dos agentes de reserva de concertos. Às suas apresentações, a banda incorporou uma grande parte de canções do novo álbum, mantendo os sucessos do álbum anterior, Facelift, e suprimindo completamente canções antigas das demos da banda que apareciam esporadicamente (como "Queen of the Rodeo" e "Social Parasite") e canções como "I Know Somethin' ('Bout You)" e "I Can't Remember". "Iron Gland" passou a ser geralmente usada como uma introdução para os concertos da banda a partir desta época.

## Trabalho de arte
A arte de Dirt foi feita por Mary Maurer (direção e efeitos), Doug Erb (design) e David Coleman (logotipo), enquanto a fotografia ficou a cargo de Rocky Schenck.
A capa do álbum mostra uma mulher enterrada num terreno com erosão no meio do deserto, ao fundo tendo montanhas distantes e céu laranja. Ao contrário da crença popular, a modelo que posou para as fotos da capa não é a antiga namorada de Layne Staley, Demri Parrott, e sim a modelo e atriz Mariah O'Brien, que já havia sido fotografada anteriormente por Schenck para a capa do single “Bitch School“ da banda Spinal Tap. Schenck divulgou as imagens dos bastidores da sessão de fotos com Mariah O'Brien na revista Revolver em 2011. Uma versão alternativa da capa, sem a mulher, ainda que suas roupas e cabelo permaneçam, é apresentada no disco dois da coletânea Music Bank de 1999.
Na parte de trás do CD de Dirt há a listagem das músicas do álbum (não incluindo "Iron Gland") sobre uma foto de Mike Starr, Layne Staley e Sean Kinney sem camisa, com Jerry Cantrell ao fundo estendendo seus braços. O encarte inclui fotos da banda, as letras das músicas e o desenho icônico do sol feito por Staley, em um fundo vermelho. Somente os singles de "Would?", "Them Bones" e "Angry Chair" utilizaram imagens da sessão de fotos de Dirt.
O álbum foi assim intitulado a partir da canção de mesmo nome, que exprime o ambiente desesperançoso que permeia o álbum, melhor descrito através da passagem:
| “ | You have the talent to make me feel like dirt And you, you use your talent to dig me under And cover me with dirt | ” |

## Recepção e repercussões
| Críticas profissionais | Críticas profissionais            |
| Avaliações da crítica  | Avaliações da crítica             |
| Fonte                  | Avaliação                         |
| ---------------------- | --------------------------------- |
| All Music Guide        | link                              |
| Dying Days             | link[ligação inativa]             |
| Ultimate Guitar        | link                              |
| Robert Christgau       | (B) link                          |
| Rolling Stone          | link[ligação inativa]             |
| Alternative Press      | (favorável) Março de 1993 (p. 40) |
| Q                      | Fevereiro de 2002 (p. 120)        |
| Vox                    | Dezembro de 1992 (p. 63)          |
| Zona-Zero              | link                              |
| MusicHound             | (1998-99)                         |

| Críticas profissionais | Críticas profissionais                      |
| Avaliações da crítica  | Avaliações da crítica                       |
| Fonte                  | Avaliação                                   |
| ---------------------- | ------------------------------------------- |
| Spin                   | Spin's Book of Alternative Albums (1995)    |
| Virgin Books           | Virgin Encyclopedia of Popular Music (2002) |
| José Ramón Pardo       | (1997)                                      |
| Piero Scaruffi         | link                                        |

A recepção do público foi calorosa e Dirt entrou na parada Top 200 da Billboard na 6ª posição. O álbum permaneceu na parada por 102 semanas. Após menos de dois meses, o álbum já era disco de platina, e através dos anos chegou a quádruplo disco de platina. Layne Staley comentou sua surpresa a receptividade por não considerar o material "tão acessível e aceitável", imaginando que o álbum ficaria nas últimas posições das paradas e subiria gradativamente, tal como acontecera com Facelift. Críticos responderam bem ao álbum, ainda que muitos o tenham criticado como "ostensivamente pró-heroína". Staley comentou dizendo que o álbum é "ostensivamente contra", ainda que "algumas pessoas percebam sobre o que se trata, mas entendam uma mensagem completamente errada". Eventualmente, surgiram rumores de que Staley era um viciado na droga, o que o levou a evitar entrevistas. A relação entre o vocalista e a imprensa somente pioraria com o passar dos anos e confirmaria os rumores.
Dirt ganhou vários títulos, incluindo Álbum do Ano pela Spin Magazine e Kerrang. A Virgin Books em seu Virgin Encyclopedia of Popular Music deu a pontuação máxima para o álbum, enquanto também recebeu ótimas críticas da All Music Guide, Rolling Stone, Ultimate Guitar e Q. Em 2000, Dirt foi considerado um dos 100 Álbuns Mais Importantes da Década de 90 pela revista alemã Visions e até hoje é considerado o álbum que levou o Alice in Chains ao chamado mainstream, além de ser o melhor recebido por crítica e público, muitos o considerando como o magnum opus da banda. Raw Magazine comentou que o disco é "possivelmente um dos mais significantes álbuns a emergir nos tempos recentes, porque é um disco imensamente pessoal cheio de demônios igualmente pessoais e uma perfeita síntese musical de 20 anos de rock 'n' roll".
Suporte para Dirt acabou no final de 1993, um período particularmente pequeno para um álbum tão bem sucedido e em comparação com os 2 anos e meio de turnês para Facelift. Finalizou com quatro singles, já que "Would?" foi lançado como single para a trilha sonora do filme Vida de Solteiro.
Dirt também marcou a ruptura entre o Alice in Chains e o produtor Dave Jerden, tendo a banda, especialmente Layne Staley, escolhido trabalhar em seus álbuns subseqüentes com Toby Wright.
Apesar disso, o Alice in Chains voltaria a trabalhar com o produtor brevemente em 1998 na gravação de "Get Born Again" e "Died" para a coletânea Music Bank. Entretanto, após nova desavença, a banda decidiu continuar as gravações com o produtor Toby Wright.

## Faixas

### Versão oficial
| #   |  | Faixa             | Letra                         | Música                                    | Duração |
| --- |  | ----------------- | ----------------------------- | ----------------------------------------- | ------- |
| 1.  |  | "Them Bones"      | Jerry Cantrell                | Jerry Cantrell                            | 2:30    |
| 2.  |  | "Dam That River"  | Jerry Cantrell                | Jerry Cantrell                            | 3:09    |
| 3.  |  | "Rain When I Die" | Jerry Cantrell / Layne Staley | Jerry Cantrell / Mike Starr / Sean Kinney | 6:03    |
| 4.  |  | "Down in a Hole"  | Jerry Cantrell                | Jerry Cantrell                            | 5:39    |
| 5.  |  | "Sickman"         | Cantrell/Staley               | Jerry Cantrell                            | 5:31    |
| 6.  |  | "Rooster"         | Jerry Cantrell                | Jerry Cantrell                            | 6:16    |
| 7.  |  | "Junkhead"        | Cantrell/Staley               | Jerry Cantrell                            | 5:11    |
| 8.  |  | "Dirt"            | Cantrell/Staley               | Jerry Cantrell                            | 5:18    |
| 9.  |  | "God Smack"       | Cantrell/Staley               | Jerry Cantrell                            | 3:52    |
| 10. |  | "Untitled         | Tom Araya                     | Jerry Cantrell                            | 0:43    |
| 11. |  | "Hate to Feel"    | Layne Staley                  | Layne Staley                              | 5:16    |
| 12. |  | "Angry Chair"     | Layne Staley                  | Layne Staley                              | 4:49    |
| 13. |  | "Would?"          | Jerry Cantrell                | Jerry Cantrell                            | 3:26    |

Nota: "Sickman", "Junkhead", "Dirt" e "God Smack" foram creditadas à Cantrell/Staley sem especificação de letra ou música.

### Versão australiana/britânica e primeiras prensagens
1. "Them Bones" (Cantrell) – 2:30
2. "Dam That River" (Cantrell) – 3:09
3. "Rain When I Die" (Cantrell, Staley, Kinney, Starr) – 6:01
4. "Sickman" (Cantrell, Staley) – 5:29
5. "Rooster" (Cantrell) – 6:15
6. "Junkhead" (Cantrell, Staley) – 5:09
7. "Dirt" (Cantrell, Staley) – 5:16
8. "God Smack" (Cantrell, Staley) – 3:50
9. "Iron Gland" (não listada) (Cantrell) – 0:43
10. "Hate to Feel" (Staley) – 5:16
11. "Angry Chair" (Staley) – 4:47
12. "Down in a Hole" (Cantrell) – 5:38
13. "Would?" (Cantrell) – 3:28

### Outtakes
As seguintes canções foram escritas e gravadas para Dirt, mas não entraram na versão final, não foram completadas ou não passaram do estágio de demo.
- "Fear The Voices": Foi lançada em 1999 na compilação Music Bank e como single[61]
- "Lying Season": Foi lançada em 1999 na compilação Music Bank[61]

## Créditos
Informações retiradas da entrada para o álbum no sítio Discogs.

### Banda
- Layne Staley – vocal, guitarra
- Jerry Cantrell – guitarra, vocal
- Mike Starr – baixo
- Sean Kinney – bateria

### Participações
- Tom Araya – vocal em "Iron Gland"

### Técnicos de produção
- Produção: Dave Jerden e Alice in Chains
- Engenharia de Som: Bryan Carlstrom
- Assistente de Engenharia de Som: Annette Cisneros (Eldorado) e Ulrich Wild (One on One)
- Mixagem: Dave Jerden (El Dorado)
- Assistente de Mixagem: Annette Cisneros
- Masterização: Steve Hall e Eddy Schreyer no Future Disc, em Hollywood, CA
- Trabalho de Arte: Mary Maurer (direção de arte e efeitos), Doug Erb (design), David Coleman (logotipo da banda) e Layne Staley (logotipo do sol e ícones)
- Fotografia: Rocky Schenck

### Outros
- Empresários: Susan Silver e Kelly Curtis
- Gerente de Produto: Peter Fletcher
- Agendamento de concertos: ICM - Troy Blakely
- Agendamento de concertos para o exterior: ICM/Fair Warning - John Jackson
- Contabilidade: VWC - Lee Johnson
- Assuntos Legais: Manatt, Phelps, Phillips & Kantor - Jody Graham
- A&R: Nick Terzo

## Posições nas paradas

### Álbum
| Ano  | Parada            | Posição |
| ---- | ----------------- | ------- |
| 1992 | Billboard Top 200 | 6       |
| 1996 | Top Pop Catalog   | 28      |

### Singles
Informações retiradas do histórico das paradas da Billboard.
| Ano  | Single           | Parada                 | Posição |
| ---- | ---------------- | ---------------------- | ------- |
| 1992 | "Would?"         | Mainstream Rock Tracks | 5       |
| 1992 | "Would?"         | Modern Rock Tracks     | 11      |
| 1992 | "Them Bones"     | Mainstream Rock Tracks | 24      |
| 1992 | "Them Bones"     | Modern Rock Tracks     | 30      |
| 1993 | "Rooster"        | Mainstream Rock Tracks | 7       |
| 1992 | "Angry Chair"    | Mainstream Rock Tracks | 34      |
| 1992 | "Angry Chair"    | Modern Rock Tracks     | 27      |
| 1993 | "Down in a Hole" | Mainstream Rock Tracks | 10      |
| 1993 | "Down in a Hole" | Modern Rock Tracks     | 10      |
| 1994 | "Down in a Hole" | Mainstream Rock Tracks | 11      |

## Distinções
A informação relativa a distinções atribuídas a Dirt é adaptada de AcclaimedMusic.net.
| Publicação                  | País        | Distinção                                       | Ano  | Posição |
| --------------------------- | ----------- | ----------------------------------------------- | ---- | ------- |
| Kitsap Sun                  | EUA         | Top 200 álbuns dos últimos 40 anos              | 2005 | 161     |
| Cassell Illustrated         | -           | 1001 Álbuns que você deve ouvir antes de morrer | 2005 | *       |
| Classic Rock & Metal Hammer | Reino Unido | Os 200 Melhores Álbuns dos anos 90              | 2006 | *       |
| Kerrang                     | Reino Unido | 100 Álbuns Que Você Deve Ouvir Antes de Morrer  | 1998 | 49      |
| Classic Rock                | Reino Unido | 100 Melhores Álbuns de Rock de Todos os Tempos  | 2001 | 50      |
| Hot Press                   | Irlanda     | 100 Melhores Álbuns de Todos os Tempos          | 2006 | 44      |
| Raw                         | Reino Unido | 90 Álbuns Essenciais dos Anos 90                | 1995 | *       |
| Terrorizer                  | Reino Unido | Os 100 Álbuns Mais Importantes dos Anos 90      | 2000 | *       |
| Slitz                       | Suécia      | 3 Álbuns Estrangeiros por Ano 1980-94           | 1995 | *       |
| Visions                     | Alemanha    | Os Melhores Álbuns 1991-96                      | 1996 | *       |
| Visions                     | Alemanha    | 100 Álbuns Mais Importantes da Década de 1990   | 2000 | 14      |
| Rock & Folk                 | França      | Os Melhores Álbuns de 1963 a 1999               | 1999 | *       |
| Screenagers                 | Polônia     | Top 100 Álbuns dos Anos 90                      | 2005 | 22      |
| Tylko Rock                  | Polônia     | 100 Álbuns Que Sacudiram o Rock Polonês         | 1999 | 43      |

(*) listas não ordenadas.